# شهرستان سیرانسکی
شهرستان سیرانسکی (به لاتین: Syzransky District)  شهرستان در روسیه است که در استان سامارا واقع شده‌است.